# Stryszów
Stryszów è un comune rurale polacco del distretto di Wadowice, nel voivodato della Piccola Polonia.
Ricopre una superficie di 46,05 km² e nel 2004 contava 6 700 abitanti.